# Бабичі (Умаг)
Бабичі (хорв. Babići) — населений пункт у Хорватії, в Істрійській жупанії у складі міста Умаг.

## Населення
Населення за даними перепису 2011 року становило 495 осіб.
Динаміка чисельності населення поселення:

## Клімат
Середня річна температура становить 13,77 °C, середня максимальна – 27,41 °C, а середня мінімальна – -0,66 °C. Середня річна кількість опадів – 927 мм.
| Клімат поселення                              | Клімат поселення | Клімат поселення | Клімат поселення | Клімат поселення | Клімат поселення | Клімат поселення | Клімат поселення | Клімат поселення | Клімат поселення | Клімат поселення | Клімат поселення | Клімат поселення | Клімат поселення |
| Показник                                      | Січ.             | Лют.             | Бер.             | Квіт.            | Трав.            | Черв.            | Лип.             | Серп.            | Вер.             | Жовт.            | Лист.            | Груд.            |                  |
| Середній максимум, °C                         | 9,79             | 10,74            | 14,15            | 17,54            | 22,73            | 26,40            | 27,41            | 27,37            | 22,81            | 18,10            | 12,95            | 9,39             |                  |
| Середня температура, °C                       | 4,56             | 5,51             | 8,91             | 12,31            | 17,50            | 21,17            | 23,62            | 23,58            | 19,00            | 14,29            | 9,15             | 5,60             |                  |
| Середній мінімум, °C                          | −0,66            | 0,29             | 3,69             | 7,08             | 12,28            | 15,96            | 19,80            | 19,78            | 15,21            | 10,50            | 5,35             | 1,80             |                  |
| Норма опадів, мм                              | 62               | 51               | 64               | 73               | 74               | 85               | 56               | 81               | 99               | 106              | 97               | 79               |                  |
| Середньомісячна швидкість вітру, м/с          | 2.14             | 2.38             | 2.46             | 2.50             | 2.24             | 2.16             | 2.16             | 2.11             | 2.14             | 2.36             | 2.39             | 2.26             |                  |
| Середньомісячна сонячна радіація, кДж/м²·день | 4380             | 7380             | 10705            | 15296            | 19402            | 21256            | 22259            | 19007            | 14027            | 8975             | 4876             | 3732             |                  |
| --------------------------------------------- | ---------------- | ---------------- | ---------------- | ---------------- | ---------------- | ---------------- | ---------------- | ---------------- | ---------------- | ---------------- | ---------------- | ---------------- | ---------------- |
| Джерело:                                      |                  |                  |                  |                  |                  |                  |                  |                  |                  |                  |                  |                  |                  |